# کارل ساموئل لبرچت هرمان
کارل ساموئل لبرچت هرمان (آلمانی: Karl Samuel Leberecht Hermann؛ زاده ۲۰ ژانویهٔ ۱۷۶۵ – درگذشته ۱ سپتامبر ۱۸۴۶) یک شیمی‌دان اهل آلمان بود.